# Newport, Minnesota
Newport là một thành phố thuộc quận Washington, tiểu bang Minnesota, Hoa Kỳ. Năm 2010, dân số của thành phố này là 3435 người.

## Dân số
- Dân số năm 2000: 3715 người.
- Dân số năm 2010: 3435 người.